# Kanako Hirai
Kanako Hirai (Tsu, 15 aprile 1984) è un'ex pallavolista giapponese.
Giocava nel ruolo di centrale.

## Carriera
La carriera di Kanako Hirai inizia a livello scolastico nella Tsu High School. Per quattro anni gioca poi per la University of Tsukuba. Nel 2005 partecipa con la nazionale universitaria alle XXIV Universiade, così come nel 2007 partecipa all'edizione successiva. Nella stagione 2007-08 inizia la carriera professionistica con le Hisamitsu Springs; nella stagione 2009-10 il primo trofeo della propria carriera, aggiudicandosi la Coppa dell'Imperatrice. Nel 2012 debutta in nazionale maggiore, prendendo parte al World Grand Prix.
Nel campionato 2012-13 vince Coppa dell'Imperatrice, scudetto, venendo anche inserita nel sestetto ideale del campionato, e V.League Top Match; completa la sua stagione perfetta vincendo anche il Torneo Kurowashiki, dove viene premiata come MVP, venendo anche inserita nel sestetto ideale della competizione. Con la nazionale, nel 2013, si aggiudica la medaglia d'argento al campionato asiatico e oceaniano e quella di bronzo alla Grand Champions Cup. Nel campionato seguente vince ancora una volta la Coppa dell'Imperatrice, lo scudetto e il campionato asiatico per club, venendo premiata come miglior centrale del torneo e ritirandosi al termine della competizione.

## Palmarès

### Club
- Campionato giapponese: 2

2012-13, 2013-14
- Coppa dell'Imperatrice: 3

2009, 2012, 2013
- Torneo Kurowashiki: 1

2013
- / V.League Top Match: 1

2013
- Campionato asiatico per club: 1

2014

### Premi individuali
- 2013 - V.Premier League giapponese: Sestetto ideale
- 2013 - Torneo Kurowashiki: MVP
- 2013 - Torneo Kurowashiki: Sestetto ideale
- 2014 - Campionato asiatico per club: Miglior centrale